# Microscop optic

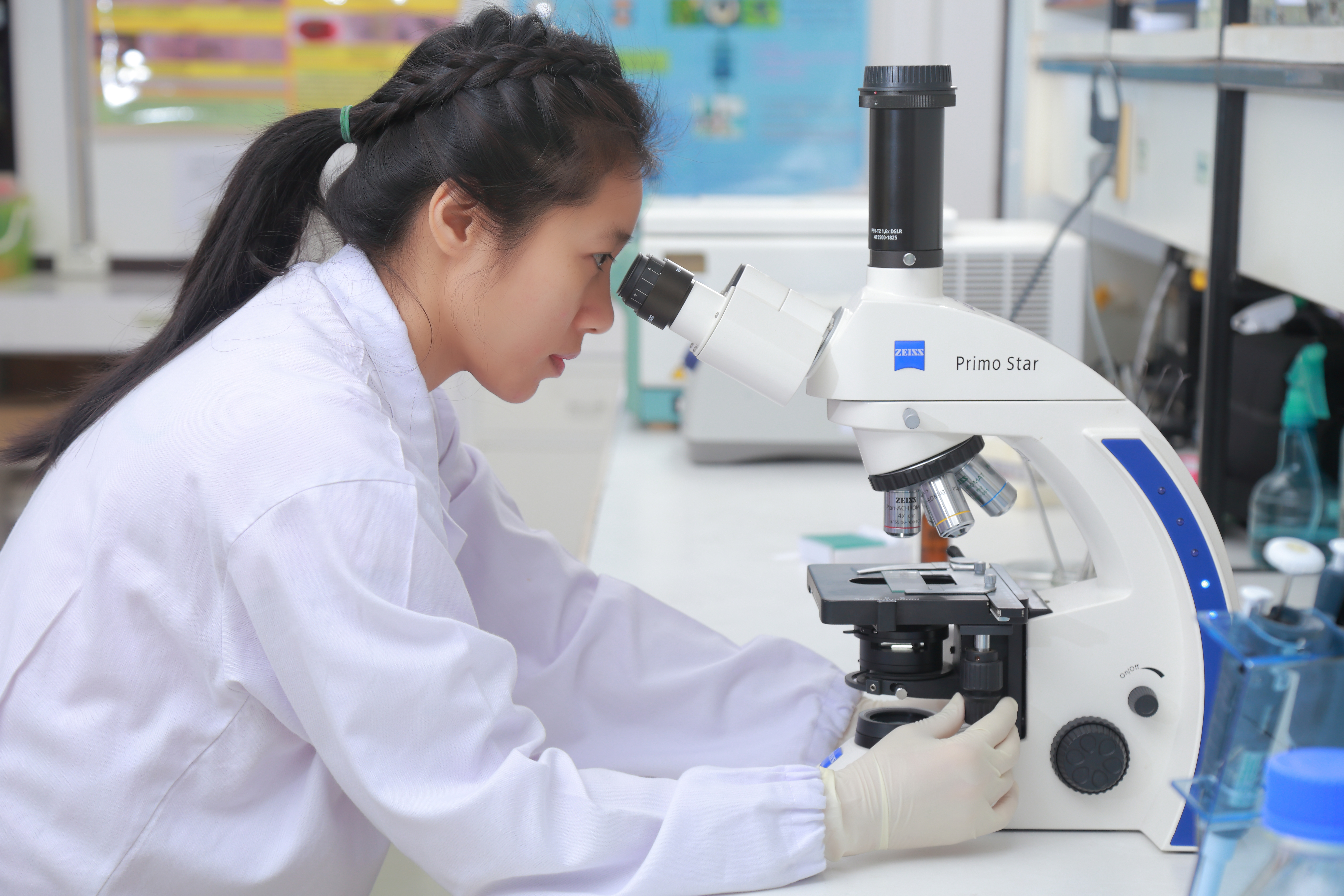
Utilizarea microscopului optic

Microscopul optic este un tip de microscop în care se utilizează spectrul vizibil al luminii și un sistem de lentile optice pentru a genera imagini mărite ale unor obiecte de dimensiuni reduse. Este cel mai vechi tip de microscop, iar cele mai timpurii forme ale acestuia au fost inventate în secolul al XVII-lea. Microscoapele optice pot fi de la cele mai simple până la mai complexe, în care este mult îmbunătățită rezoluția optică și contrastul probei.
Proba este plasată în axul optic al microscopului și este observată prin intermediul ocularelor. Iluminarea preparatului se poate face în mai multe moduri; pentru obiectele transparente, lumina poate avea sursa sub probă. Lumina polarizată poate fi utilizată pentru a determina orientarea cristalelor în obiectele metalice. 

## Componente

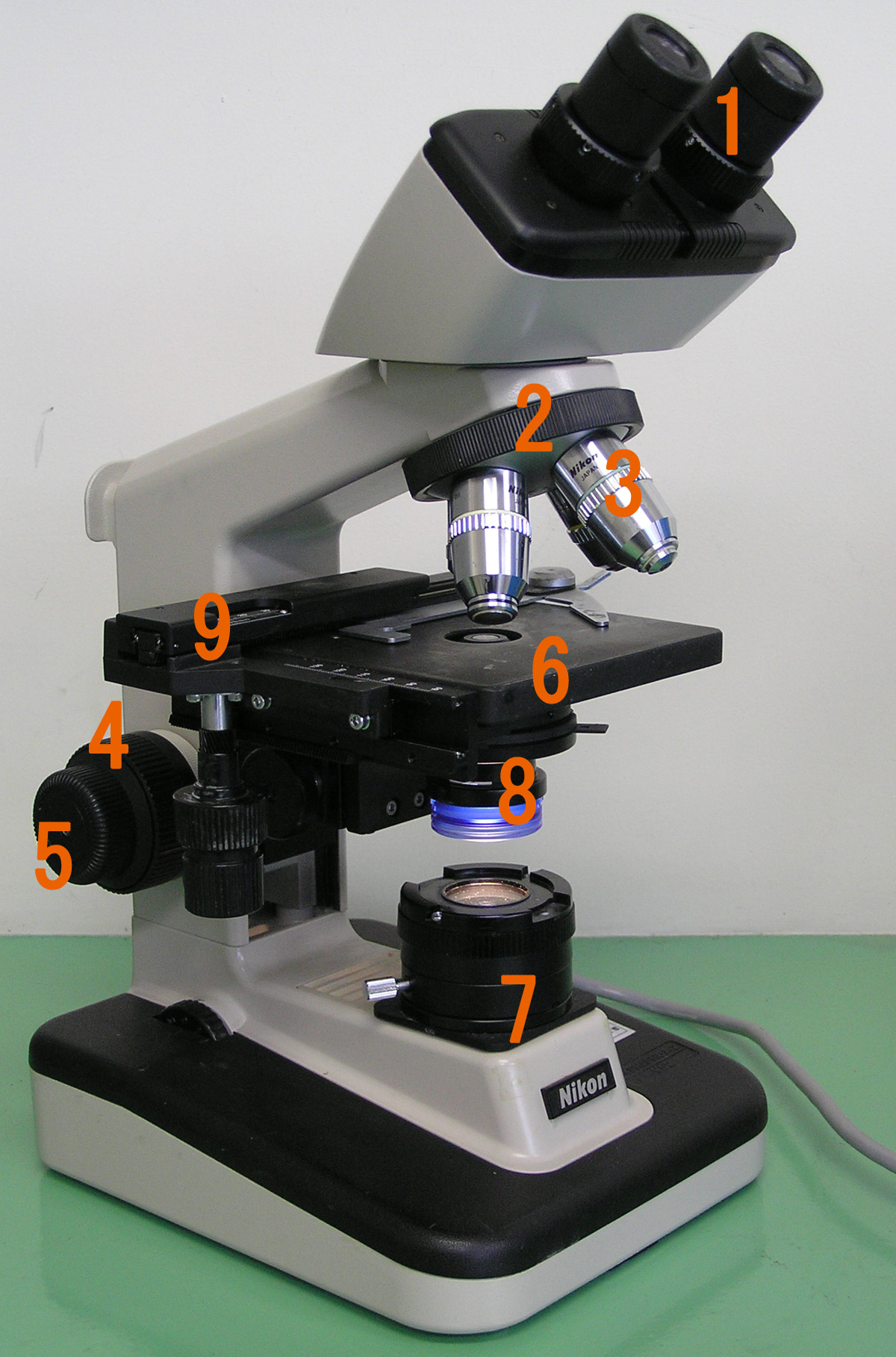
Elementele componente ale unui microscop optic

Microscoapele optice moderne prezintă aceleași elemente structurale de bază, dintre care se numără (vezi imaginea din dreapta):
- Ocularele (1)
- Revolverul (2)
- Obiectivele (3)
- Vizele pentru ajustarea focalizării
  - Viza macrometrică - reglaj grosier (4)
  - Viza micrometrică - reglaj fin (5)
- Măsuța sau platina (6)
- Sursa de lumină (7)
- Condensatorul (8)
- Partea mecanică și clemele pentru prinderea lamei cu preparat (9)